# Jacek Rzehak
Jacek Karol Rzehak (ur. 14 sierpnia 1956, zm. 15 marca 2022) – polski producent filmowy, poeta, tekściarz i scenarzysta. Był autorem tekstów piosenek i menedżerem zespołu TSA, i producentem filmów Wojciecha Smarzowskiego Pod Mocnym Aniołem i Kler.

## Życiorys
Urodził się 14 sierpnia 1956.
Pracował jako inspicjent w Teatrze STU. Był autorem tekstu piosenki „Bez sensu i nonsensu” zespołu Skaldowie, która miała ukazać się na dwupłytowym albumie zespołu w 1981, ostatecznie wydanym w 2010 jako Z biegiem lat.
Był menedżerem wokalisty Marka Piekarczyka, po jego dołączeniu w 1981 do rockowego zespołu TSA został menedżerem  tej grupy. W latach 80. pisał także większość tekstów piosenek mających charakter kontestatorski. Był autorem tekstów m.in. do utworów: „51”, „Manekin Disco”, „TSA Rock”, „Nocny sabat” czy „Alien”. W 1986 rozstał się z zespołem. Jego piosenki pojawiły się na płytach zespołu, m. in:  Heavy Metal World (1984) i Rock ’n’ Roll (1988). Na wydanych w 2007 albumach kompilacyjnych Gwiazdy polskiej muzyki lat 80. i Gwiazdy polskiej muzyki lat 80. – vol. 2 na 28 utworów znalazły się 23 jego autorstwa. Jego wspomnienia o TSA zostały wyróżnione w III Ogólnopolskim Konkursie „Wspomnienia Miłośników Rock & Rolla”.
Pracował w innych zawodach, a następnie związał się z przemysłem filmowym, głównie jako producent. Prowadził działalność producencką jako Profil Film. Współpracował z Kabaretem Elita. W 2000 był producentem serialu Chłop i baba, według pomysłu Stanisława Szelca, w którym wystąpili także pozostali członkowie Elity: Leszek Niedzielski i Jerzy Skoczylas, a reżyserem był Łukasz Wylężałek. W 2007 był menedżerem kabaretu. Na pomysł filmowej adaptacji powieści Jerzego Pilcha Pod Mocnym Aniołem wpadł wspólnie z Andrzejem Grabowskim w 2002, a w 2009 udało mu się przejąć prawa do ekranizacji. Przekonał Wojciecha Smarzowskiego, którego poznał pod koniec lat 90. przez Arkadiusza Jakubika, do podjęcia się reżyserii. Film Pod Mocnym Aniołem trafił ostatecznie na ekrany kin w 2014, zdobywając liczne nagrody. W tym samym roku był producentem i współautorem scenariusza, i zdjęć filmu dokumentalnego Pod Mocnym Smarzolem, a także współautorem tekstu piosenki „Pod Mocnym Aniołem” śpiewanej przez Lecha Dyblika. W 2016 był producentem Konwoju, w reżyserii Macieja Żaka. W 2017 był producentem filmu dokumentalnego Film o Pilchu, a w 2018 na ekrany kin trafił Kler, nad którym prace rozpoczęto już w 2013.

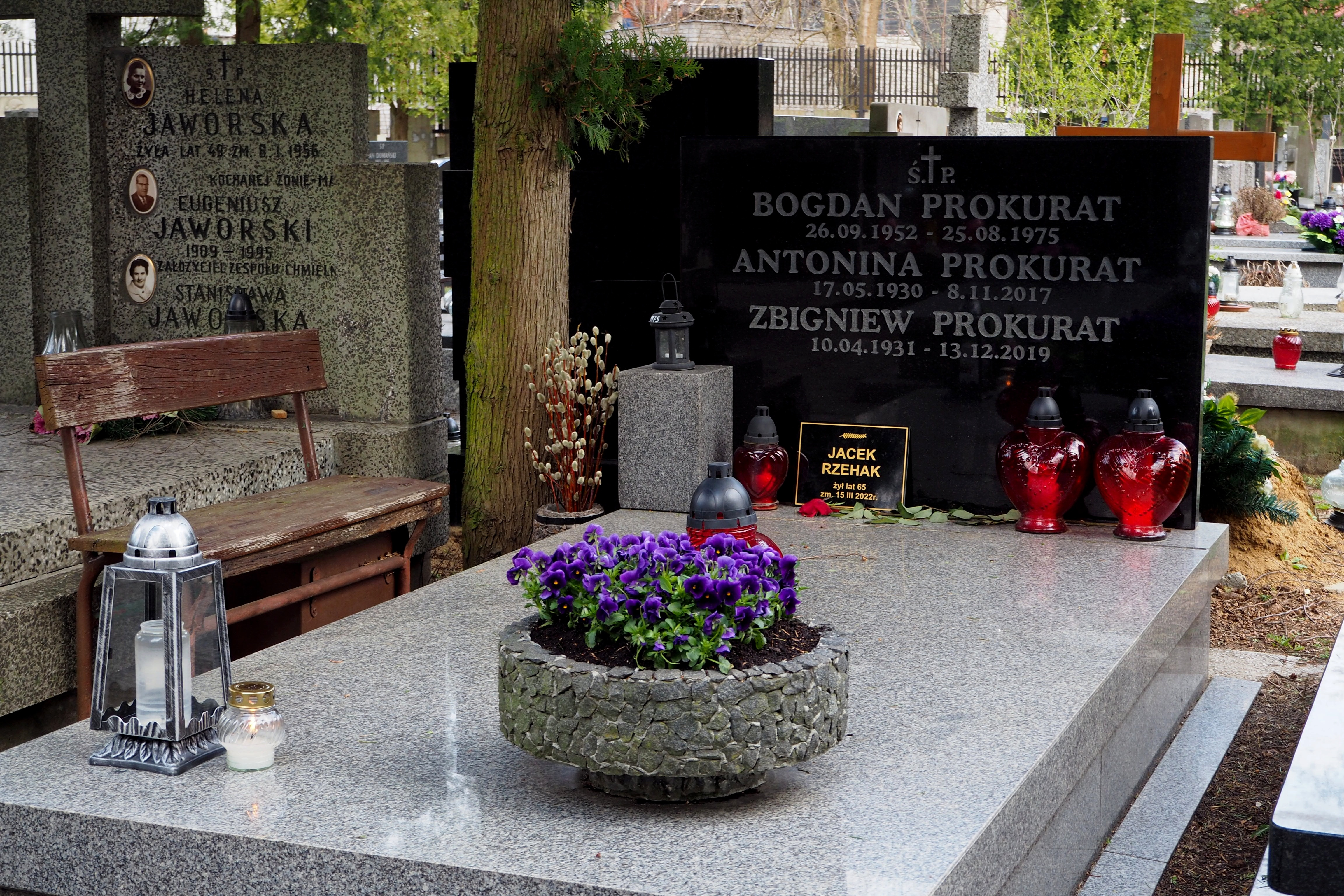
Grób Jacka Rzehaka na Cmentarzu Wojskowym na Powązkach w Warszawie

Za swoją pracę otrzymał nagrody filmowe w tym Srebrne Lwy na 39. Festiwalu Filmowym w Gdyni za Pod Mocnym Aniołem i nagrodę specjalną jury na 43. Festiwalu Polskich Filmów Fabularnych w Gdyni za Kler.
Zmarł 15 marca 2022, pochowany na Cmentarzu Wojskowym na Powązkach.

## Życie prywatne
Pochodził z Krakowa. Był kuzynem Wojciecha Rzehaka, scenarzysty filmu Kler (ich ojcowie byli braćmi).

## Filmografia
Opracowane na podstawie materiału źródłowego.

### Producent
- 2000–2001: Chłop i baba, serial telewizyjny, reżyseria: Łukasz Wylężałek
- 2014: Pod Mocnym Aniołem, film fabularny, reżyseria: Wojciech Smarzowski
- 2014: Pod Mocnym Smarzolem, film dokumentalny, reżyseria: Adam Lewandowski
- 2017: Konwój, film fabularny, reżyseria: Maciej Żak
- 2017: Film o Pilchu, film dokumentalny, reżyseria: Adam Lewandowski
- 2018: Kler, film fabularny, reżyseria: Wojciech Smarzowski

### Scenarzysta
- 1983: Inwersja, film animowany, reżyseria: Jan January Janczak i Roman Gądek
- 2004: Czerwone maki Gwidona Boruckiego, film dokumentalny, również reżyseria (realizacja)
- 2014: Pod Mocnym Smarzolem, film dokumentalny, reżyseria: Adam Lewandowski
- 2017: Film o Pilchu, film dokumentalny, reżyseria: Adam Lewandowski

### Inne
- 2005: Nad złotym stawem, spektakl telewizyjny, reżyseria: Zbigniew Zapasiewicz; jako producent wykonawczy
- 2014: Pod Mocnym Smarzolem, film dokumentalny, reżyseria: Adam Lewandowski; jako autor zdjęć